# GOES 3

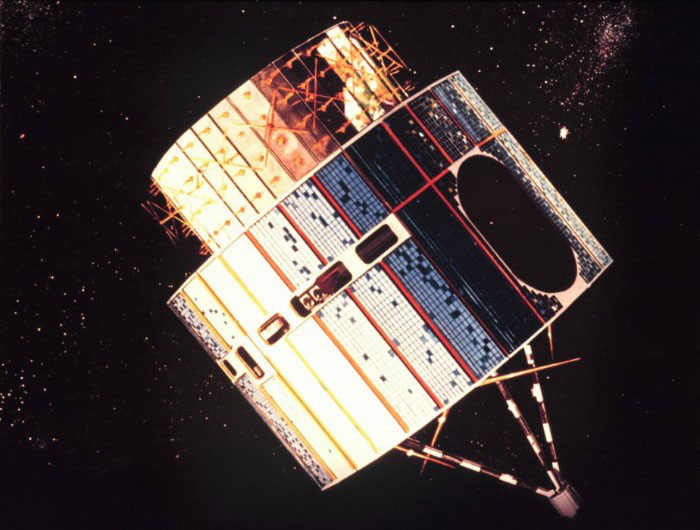
Concepção artística do GOES-3.

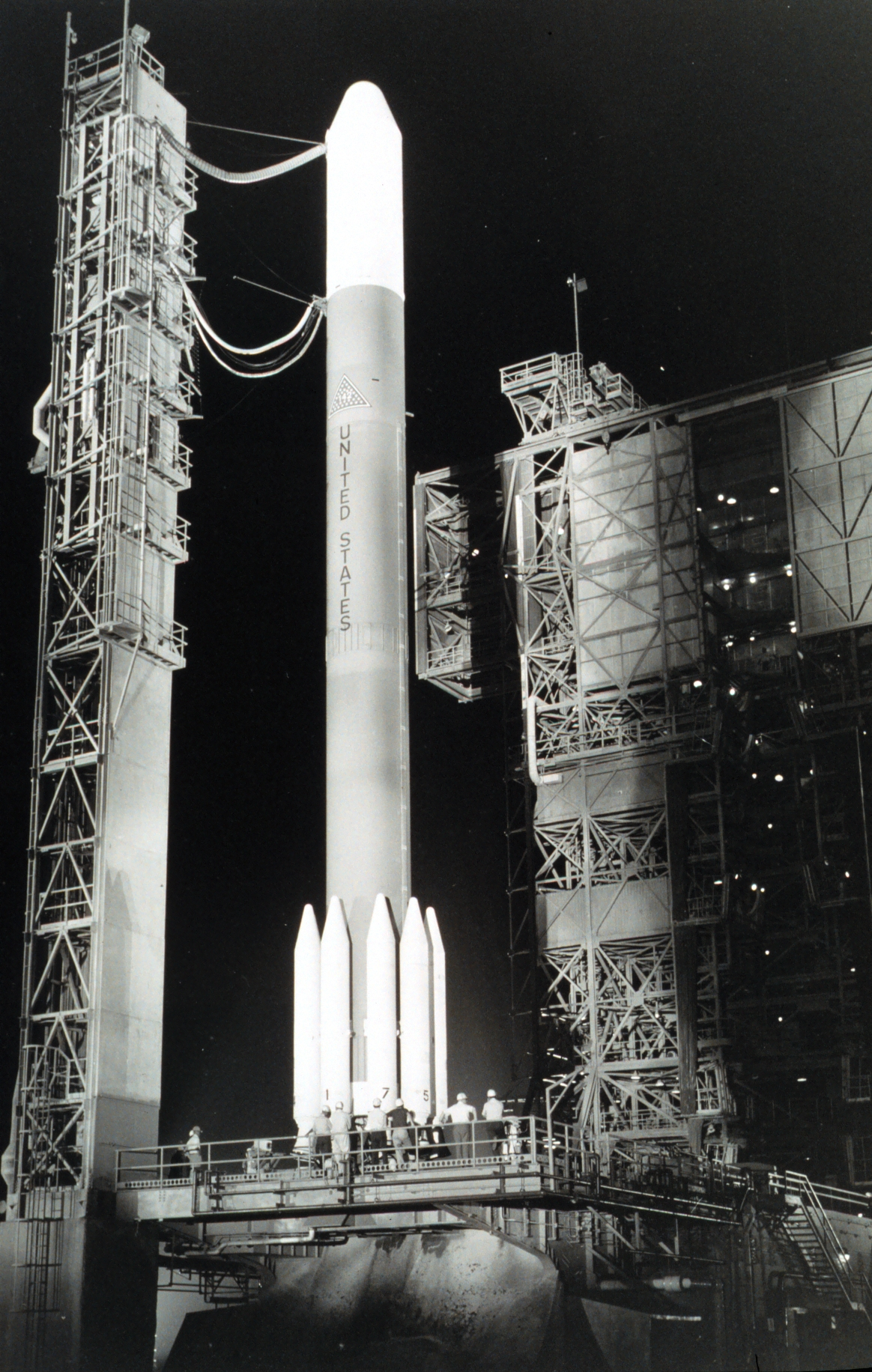
O satélite GOES-C a bordo de um Delta 2914 aguardando lançamento.

O GOES 3, conhecido também como GOES-C antes de se tornar operacional, foi um satélite meteorológico geoestacionário (mais tarde usado como satélite de comunicação) operado pela National Oceanic and Atmospheric Administration dos Estados Unidos como parte do Geostationary Operational Environmental Satellite.
Ele foi lançado em Junho de 1978, sendo posicionado numa órbita geoestacionária, a partir da qual ele foi inicialmente usado para previsão do tempo nos Estados Unidos. Mais tarde, em 1989, passou a atuar como satélite de comunicação, tendo permanecido em operação por mais de trinta e um anos, sendo um dos satélites funcionais mais antigos em órbita.[carece de fontes?]
O GOES 3 foi construído pela Ford Aerospace, e foi baseado numa plataforma de satélite desenvolvida para o programa Synchronous Meteorological Satellite. No lançamento, ele tinha uma massa de 627 kg.